# Edmund Mach (Autor)
Edmund Mach, Pseudonyme Otto und Aloisius Schnedel (* 3. Oktober 1929 in Wien, Österreich; † 9. Oktober 1996 in New York, USA) war ein schizophrener österreichischer Lyriker und Tennislehrer. Zusammen mit Ernst Herbeck und August Walla war er einer der Sprachkünstler im „Haus der Künstler“ in der Niederösterreichischen Landesnervenklinik Gugging.

## Leben
Edmund Mach entstammte einfachen Verhältnissen und war ein Einzelkind. 1935 bis 1939 besuchte er die Volksschule. Im selben Jahr erfolgte ein Umzug der Familie nach Gugging. 1948 erfolgte die Matura (Abitur) und von 1948 bis 1952 studierte er in Wien Englisch und Geschichte (Lehramt), brach aber das Studium nach 6 Semestern ab. Er arbeitete fortan als Sport- und Tennislehrer und war auch selbst als Tennisprofi tätig. Mit 27, aufgrund einer Gewaltandrohung, also 1956, kam er erstmals in die Landesheilanstalt Gugging und andere Einrichtungen, bis er ab 1984 aufgrund latenter Schizophrenie dauerhaft in Gugging untergebracht wurde. Dort war er auch im Haus der Künstler tätig, neben Ernst Herbeck der einzige Dichter in diesem sonst von Bildenden Künstlern bewohnten Gebäude. Er war Patient in der Amtszeit des bekannten Psychiaters Leo Navratil.
1996 erfüllte sich sein größter Wunsch und er konnte die von ihm so geliebte USA besuchen: die Reise ging eine Woche, vom 3. Oktober 1996 bis 9. Oktober 1996. Dabei besuchte er New York und St. Louis. In New York schließlich starb der Dichter im Schlaf am 9. Oktober 1996.

## Werk
- Buchstaben Florenz. Texte 1965–1979. Medusa Verlag, Wien 1982.  ISBN 978-3-85446-001-5
- Triumph des Schockens. Gedichte. Herausgegeben von Manfred Chobot, Grasl Verlag, Baden bei Wien 1994. ISBN 978-3-85098-219-1
- Triomphe d'un choqué. Übersetzt von Hugo Hengl. Harpo &, Visan 2005. ISBN 2-913886-51-5
- Mein abenteuerlichen Schriften. Gedichte und Prosa. Herausgegeben von Uwe Schütte, Picus Verlag, Wien 2009. ISBN 978-3-85452-643-8

## Filme (Mitwirkung in Dokumentationen)
- Mitteilungen aus der Isolation, 1971.
- Zur Besserung der Person, 1981.
- Folies sur Talies, 1990.
- Berichte aus einer fernen Innenwelt, 1990.
- Gugging, 1996.

## Quelle
- Edmund Mach, Meine abenteuerlichen Schriften. Herausgegeben von Uwe Schütte, Picus Verlag, Wien, 2009.